# Soraya Jiménez
Soraya Jiménez, född 5 augusti 1977 i Mexico City, död 28 mars 2013 i Mexico City, var en mexikansk tyngdlyftare som tog guld vid OS 2000 i Sydney. Hon var den första mexikanska kvinnliga guldmedaljören.
Hon tävlade i 58kg-klassen.